# Jakovljev Jak-25
Jakovljev Jak-25 (NATO naziv: Flashlight-A / Mandrake) je bio sovjetski mlazni lovac namijenjen presretanju i izviđanju. Uloga mu je prvotno bila patroliranje velikim ruskim prostranstvima na sjeveru protiv zapadnih izvidničkih zrakoplova, no kasnije je i sam intenzivno korišten kao izvidnik na velikim visinama.

## Razvoj

### Pozadina
Kraj 2. svjetskog rata Aleksandar Jakovljev dočekao kao heroj Sovjetskog Saveza i najhvaljeniji projektant lovačkih aviona. Ali vrijeme lovačkih aviona s klipnim motorima zauvijek je prošlo i sovjetska je vojska hitno trebala lovačke avione s turbomlaznim motorima. Jakovljev je na taj izazov odgovorio preradom lovca Jak-3U u mlazni lovac Jak-15. Iako se Jak-15 pokazao lošijim lovcem od MiG-a 9, ipak je ušao u operativnu uporabu. Jakovljev je potom na osnovama Jaka 15 razvio lovce Jak-17 i Jak-23. 
Iako su masovno izvoženi u savezničke države, Jakovljev se baš i nije proslavio s Jakovima 15/17/23. Dapače, Mikojan i Gurevič su sa svojim MiG-om 9, a posebno s MiG-om 15 i MiG-om 17, zagospodarili sovjetskim područjem lovačkih aviona. Bez obzira na zasluge stečene tijekom 2. svjetskog rata, Jakovljev je hitno trebao uspješan lovački avion koji će omogućiti preživljavanje njegova projektnog ureda. Prilika mu se ukazala kad je potkraj četrdesetih sovjetsko ratno zrakoplovstvo pokrenulo razvoj nove (druge) generacije lovačkih aviona. Mikojan i Gurevič će razviti MiG-15, a Jakovljev se okrenuo razvoju velikog lovačkog aviona s dva turbomlazna motora. Po državnom zahtjevu iz 1949. novi je lovac morao imati dva člana posade i mogućnost djelovanja danju i noću, u svim vremenskim uvjetima.

Jakovljev je predložio svoj lovac Jak-120, a Lavočkin La-200B. I dok se Lavočkin opredijelio za ugradnju jednog motora u trupu, Jakovljev je odlučio preuzeti već gotovo rješenje - prekopirati njemački lovac Messerchmitt 262. Na kraju se Lavočkinov La-200B pokazao promašajem, dok je na osnovi Jaka 120 napravljen lovac Jak-25.

### Početak razvoja
Jakovljev je pametno zaključio da je ono što je već jednom uspjelo, uspjet će ponovno. Zbog toga je uzeo koncepciju Messerchmitta 262 sa strelastim krilima i motorima podvješenim ispod njih, vjerujući kako je to odličan temelj za razvoj lovačkog aviona vrlo velikog doleta. Smještajem motora ispod krila dobio je puno prostora za spremnike za gorivo u trupu aviona, prostor za komotni smještaj kabine za dva člana, te slobodan prostor u nosu za ugradnju radara. Za pogon je odabrao turbomlazni motor s aksijalnim kompresorom Mikulin AM-5. Iako nije bio ditektna kopija, ipak je bio jako sličan njemačkim motorima Junkers Jumo.

U nosu je napravljen prostor za ugradnju velikog radara RP-6 Sokol. Novi je sovjetski lovac naoružan s dva topa NL-37L kalibra 37 mm. Jedina veća izmjena u odnosu na originalni 262 bila je uporaba bicikl stajnog trapa s dvije glavne noge smještene po uzdužnici aviona, i dvije pomoćne noge na vrhovima krila. Tako je dobiven lovački avion Jak-120. Usporedo s njegovim razvojem Jakovljev je započeo i razvoj izvidničkog aviona Jak-125, koji je bio isti kao Jak-120, osim što je umjesto radara imao fotoaparate i kamere. Staljin je osobno 6. kolovoza 1951. odobrio nastavak razvoja Jaka 120, te izradu šest prototipova i jednog aviona za statička testiranja na zemlji.
Prvi je prototip prvi put poletio 19. lipnja 1952. Tijekom letnih testiranja probni su piloti otkrili nekoliko većih problema, iako niti jedan nije bio vezan u samu konstrukciju aviona. Veći problem bila je kronična nepouzdanost motora AM-5, koja će biti otklonjena tek razvojem motora Tumanski RD-9. I razvoj radara Sokol stalno je kasnio jer projektanti nikako nisu mogli otkloniti razloge za neprestane kvarove. Unatoč tomu sovjetsko je ratno zrakoplovstvo hitno trebalo avion koji će "pokrpati rupu" u protuzračnoj obrani sjevernih i istočnih granica. Na tim prostorima bilo je malo zrakoplovnih baza pa je jedini način za nadzor zračnog prostora bila uporaba lovaca vrlo velikog doleta. A Jak-120 je na visini od 12 000 metara mogao preletjeti 3250 kilometara i u zraku ostati 4,25 sati. Zbog toga je odluka o početku serijske proizvodnje došla potkraj 1953., i prije nego što su otklonjeni svi nedostaci. Prvi serijski Jak-25, kako mu je bila službena oznaka sovjetskog ratnog zrakoplovstva, isporučen je 1954.

## Operativna uporaba
Zbog kašnjenja u razvoju radara Sokol, prvi serijski primjerci dobili su znatno manje učinkovit radar RP-1 Izmrud. Zbog toga će svi Jakovi 25, koje će opremiti radarom Sokol, dobiti dodanu oznaku M. Prvi je put Jak-25 javnosti prikazan na izložbi Tušino u srpnju 1955., nakon čega je dobio NATO-vu kodnu oznaku Flashlight.
Jak-25 je napravljen skoro u cijelosti od aluminija. Dobio je strelasta krila pod kutom od 45 stupnjeva i negativnim diedarom od pet stupnjeva. Krila su opremili eleronima, dvostrukim flapsovima i dvjema zračnim pregradama. Na stražnjem dijelu trupa ugrađene su dvije velike zračne kočnice koje su se automatski otvarale ako bi posada pokrenula postupak za katapultiranje iz aviona.

Gorivo se nalazilo u četiri velika spremnika u trupu. Pod svakim krilom bio je jedan turbomlazni motor AM-5A (RD-5A) potiska 19,6 kN. To je bilo dovoljno za maksimalnu brzinu od 1090 km/h. Za sovjetsko ratno zrakoplovstvo još je bio važniji borbeni polumjer djelovanja nešto veći od 1000 km.

Kako je cijeli avion zapravo služio kao platforma za radar RP-6 Sokol, pa je njegovo kašnjenje bio veliki udarac za cijeli projekt. Zbog toga ne čudi podatak da je na kraju isporučeno samo 67 "izvornih" Jakova 25. S druge strane, isporučeno je čak 406 Jak-25M. Maksimalni domet motrenja radara Sokol bio je, za ono vrijeme, čak 30 km. Sovjetski izvori tvrde da je mogao otkrivati letjelice koje su letjele na vrlo malim visinama. Tijekom presretanja drugih letjelica najveći problem je bio u tome da se tako veliki avion morao osloniti na dva topa Nudelman N-37L, svaki s borbenim kompletom od 50 granata. Iako je Jak-25 trebao obarati američke strateške bombardere, a ne lovačke avione, ipak bi bilo znatno učinkovitiji da je dobio i vođene projektile zrak-zrak.

Usprkos tome što je domet motrenja radara Sokol bio 30 km, u usporedbi s tisućama kilometara koje su Jakovi morali "pokrivati" bio je zanemariv. Zbog toga je veći dio Jakova 25M naknadno opremljen i sustavom Gorizont-1 za automatsko navođenje na ciljeve sa zemlje, preciznije rečeno, iz radarskih postaja na zemlji. Iz tko zna kojih razloga tek je dio tih Jakova opremljenih ovim sustavom označen kao Jak-25MG.
Zbog toga što su djelovali kao lovci, Jakovi 25 nisu bojani. Zaštita je osiguravana prozirnim lakom, a nebojanjem se ipak uštedio koji kilogram. Iako je sovjetsko ratno zrakoplovstvo uglavnom bilo zadovoljno Jakovima 25, glavni lovac je ipak bio MiG-17P. Ne zbog toga što je bio bolji, već zato što je bio jednostavniji i jeftiniji za izradu. Nakon što su otklonjeni problemi s motorima i radarom, posade su voljele letjeti na Jakovima 25. Opisivale su ga kao pouzdanog i lakog za letenje, čak i kao agilnog lovca (s obzirom na njegovu veličinu). S vremenom se kao najveći problem pokazao niski položaj motora koji su "voljeli" usisati razne objekte s uzletno-sletnih staza. Zbog toga su se baze s kojih su djelovali Jakovi 25 morale redovito čistiti, što baš i nije bio svakodnevni običaj u sovjetskom ratnom zrakoplovstvu.
O pouzdanosti Jaka 25 možda još više pokazuje činjenica da ga se često rabilo kao leteći laboratorij. Ove inačice označavane su kao Jak-25L ili Jak-25LL. Redovite zadaće bile su testiranje novih katapultirajućih sjedala, sustava za odleđivanje krila (jako opasna zadaća), testiranje novih motora (ništa manje opasna zadaća s obzirom na to da je riječ o dvomotornom avionu) i novih oružja. Tako je inačica Jak-25K (bez topova, ali s radarom Izumrud) rabljena za testiranje vođenih projektila zrak-zrak Kaliningrad K-5, poznatih i kao RS-1U. Pod svakim krilom nosio je po dva projektila. Iako oznaka Jak-25K označava avion u operativnoj uporabi, po svemu sudeći napravljena je tek ograničena serija koja je isključivo rabljena za testiranje projektila K-5. Sličnu ulogu imali su i Jak-25K-3 koji su rabljeni za testiranje vođenog projektila zrak-zrak K-8 (AA-3 Anab).
Jak-25 ostao je u operativnoj uporabi do 1967. godine te nikad nije izvožen. Zbog toga nije rabljen ni u jednom ratu ili sukobu, pa je teško procijeniti koja mu je bila stvarna borbena vrijednost. Nešto "borbenih" djelovanja posade "dvadeset petica" imale su tijekom presretanja upadača u sovjetski zračni prostor. Ne postoji dokaz da je ijedan Jak-25 ikad oborio neki drugi zrakoplov. Nakon povlačenja iz operativne uporabe veliki je broj Jakova 25 pretvoren u daljinski upravljive mete.

## Inačice

### Jak-25RV
Jak-25RV je bio izvidnički avion za letove na vrlo velikim visinama i velikim udaljenostima. Pritom je RV značilo razvedčik visotnij ili izvidnik za velike visine. Razvoj modela Jak-25RV započeo je 1957., nakon što je Jak-25 već ušao u serijsku proizvodnju i operativnu uporabu. Prvi je prototip prvi put poletio 1. ožujka 1959. Nakon što je NATO savez otkrio postojanje novog aviona, označio ga je kao Mandrake.
Da bi se postiglo dovoljno uzgona za let na velikim visinama, Jak-25RV je dobio krila raspona 23,4 m (površine 55 m2), što je bilo više nego dvostruko u odnosu na Jak-25. Osim toga krila su bila ravna, bez imalo strijele. Zbog toga je opterećenje krila bilo samo 178 kg/m2, što je bilo dovoljno za maksimalnu visinu leta od 20 500 m. Pritom je Jak-25RV mogao preletjeti 3500 km i u zraku ostati pet i pol sati. Kako bi se održala stabilnost, povećan je i okomiti stabilizator.

Osim novih krila Jak-25RV je dobio kabinu za samo jednog člana, te novi nos u kojem su umjesto radara bile kamere i fotoaparati. Kamere su ugrađene i u tijelo aviona. Naravno, zbog smanjenja mase uklonjeni su topovi. Tako je dobiven skoro potpuno novi avion koji je samo podsjećao na Jak-25. Promijenjeni su i motori. Umjesto AM-5 ugrađeni su turbomlazni motori Tumanskij R-11V-300. Motori R-11 izvorno su razvijeni za MiG-21. Nisu imali sustav za naknadno izgaranje, ali su zato bili prilagođeni za rad na velikim visinama. Zbog toga su imali najveći potisak od 39,2 kN, što je bilo dovoljno za najveću brzinu od, ovisno o izvoru, 850 ili 965 km/h.
Letna su testiranja, bez većih problema, završena već 29. svibnja 1959. Jedini veliki nedostatak bila je tendencija motora da se ugase kad bi visina leta premašila 19 600 m. Zbog toga je ponešto izmijenjen dizajn motora te je pilot V. P. Smirnov 13. srpnja 1959. s 1000 kg tereta ostvario visinu od 20 456 m. Isti je pilot, 29. srpnja 1959., s 2000 kg tereta uspio Jak-25RV podići na 20 174 m. Zanimljivo je da zapadni izvori često navode da je ovaj let bio 29. srpnja 1964. Naime, u trenutku nastanka Jak-25RV je bio najstroža državna tajna te je let u Federation Aeronautique Internationale (FAI) prijavljen tek pet godina poslije. Iako su to bili odlični rezultati, sovjetsko je ratno zrakoplovstvo dozvolu za početak serijske proizvodnje dalo tek 1961.
Ukupno je napravljeno 74 Jak-25RV. Mali broj ih je dovršen bez izvidničke opreme, te su bili namijenjeni uvježbavanju sovjetskih pilota u nastojanju da se pronađe način kako oboriti američki špijunski avion Lockheed U-2. Ta je inačica označena kao Jak-25RV-1. Neki izvori navode da je dio Jakova 25RV-1 dobio i sustav za daljinsko upravljanje letom da bi piloti mogli vježbati gađanje na velikim visinama. Za tu je namjenu naknadno razvijena inačica Jak-25RV-2. Koliko je sovjetsko ratno zrakoplovstvo željelo pronaći način da konačno zaustavi letove U-2 najbolje pokazuje podatak da je napravljeno čak 81 Jak-25RV-2.
Jak-25RV ostao je u operativnoj uporabi petnaest godina, kad je zamijenjen izvidničkom inačicom MiG-a 25. Iako su djelovali na velikim visinama, iznad oblaka, nisu bili obojani, vjerojatno kako bi se dodatno smanjila masa. Kako bi se piloti ipak donekle zaštitili od bljeska metalnih površina, ispred vjetrobrana kabine bila je mala crna površina. Odluka da ih se ne oboji nekom mat bojom (crnom ili jako tamno plavom), ipak je bila čudna jer se odbljesak sunca na srebrnim površinama mogao vidjeti s velikih udaljenosti.
Poznato je da su Jakovi 25RV redovito nadlijetali Pakistan, Indiju, Kinu i sjeverni Japan. Nije poznato da su djelovali iznad zapadne Europe, vjerojatno u strahu od snažne protuzračne obrane članica NATO saveza.

Potkraj šezdesetih godina prošlog stoljeća manji broj Jakova 25 RV pretvoren je u avione za otkrivanje zračenja nakon nuklearnih eksplozija. Opremili su ih podkrilnim podvjesnicima s posebnim filterima zraka za izdvajanje radioaktivnih čestica.

Početkom sedamdesetih godina prošlog stoljeća mali dio Jakova 25RV pretvoren je u platforme za elektroničko izviđanje (SIGINT) te su označeni kao Jak-25RRV. U svemu su bili jednaki s Jak-25RR, osim što su dobili nove podvjesnike sa SIGINT sustavom Volna-S.
Na osnovi Jaka 25RV 1971. započeo je razvoj još jedne posebne inačice, Jak-25PA. Jedina namjena Jaka 25PA trebala je biti obaranje američkih balona koji su na velikim visina, rabeći konstantna zračna strujanja, ulazili u sovjetski zračni prostor. Namjena balona bila je ista kao i aviona U-2 - špijuniranje. Američki izvori tvrde da su baloni rabljeni tek nekoliko mjeseci tijekom 1955. Tad je uporabljeno nekoliko stotina balona, ali (navodno) bez većeg uspjeha. Problem je bio što se let balona nije mogao nadzirati, pa se nikada nije moglo znati gdje će završiti. Tijekom 1958. navodno je izveden samo jedna pokušaj s tri jako velika balona. Nakon toga Amerikanci su, prema vlastitim tvrdnjama, odustali od njihove uporabe. Međutim, sovjetski izvori navode da su baloni redovito nadlijetali njihov teritorij sve duboko u sedamdesete godine prošlog stoljeća.
 Istina je da je Zapadna Njemačka poslala veliki broj malih balona, ali ne sa špijunskom opremom već s propagandnim materijalima. U svakom slučaju napravljen je jedan Jak-25PA, koji je dobio krila površine 58 m2 kako bi mogao obarati balone na visini od 19 400 m. Prototip nije nikad poletio jer su testiranja pokazala da motori R-11B-300 nisu pogodni za takvu namjenu.

### Ostale inačice
Jak-25 se pokazao kao odličan avion za razvoj najrazličitijih inačica i testnih platformi. Spomenimo samo neke.
Jak-2AM-11
trebao je biti izvidnički avion opremljen motorima Mikulin AM-11 (Tumanski R-11). O ovom se projektu zna jako malo jer je njegov razvoj u startu zaustavljen političkom odlukom. Naime, prednost opremanja motorima R-11 dobio je novi lovac-presretač MiG-21.
Jak-25K
Inačica namijenjena testiranju vođenih projektila zrak-zrak RS-1U, te sustava za kontrolu paljbe Jak-25K-5 čiji je glavni dio bio radar Izumrud.
Jak-25K-7L
Ova je inačica nastala na osnovi Jaka 25M. Bila je namijenjena testiranju vođenog projektila zrak-zrak K-7L. Projektil nikad nije ušao u operativnu uporabu, te tako nikad nije ni napravljena operativna inačica Jaka 25 namijenjena njegovoj uporabi.
Jak-25K-7L
Još jedna inačica namijenjena testiranju vođenog projektila zrak-zrak. U ovom slučaju riječ je o projektilu K-75. Niti on nije nikad ušao u operativnu uporabu.
Jak-25K-8 (Jak-25S K-8)
Za testiranje vođenih projektila Kaliningrad K-8 (AA-3 Anab) prilagođena su dva Jaka 25K i dva Jaka 25K-5, te su dobili oznaku Jak-25K-8. Na sva četiri aviona izvedena je i prilagodba radara ? Sokol -2K, koja je bila prilagođena uporabi projektila K-8. Svaki je avion mogao nositi dva projektila na potkrilnim nosačima između trupa i gondola motora. Ukupno su obavili 111 sati leta, od čega 72 sata s projektilima. Obavljeno je 42 lansiranja, ali samo dva prema letećim metama. Projektil K-8 ušao je u operativnu uporabu, i to u dvije inačice ? s poluaktivnim radarskim i infracrvenim sustavom navođenja. Kad je postalo jasno da će razvoj K-8 biti uspješan, Jakovljev je pokrenuo razvoj lovca Jak-25S koji je trebao biti naoružan ovim projektilom. Razvoj je zaustavljen u koristi naprednijeg lovca Jak-28P.
Jak-25L
Nije poznato koliko je Jakova 25 prenamijenjeno u ovu inačicu, ali je znano da su odradili iznimno važan posao ? razvoj katapultirajućih sjedala.
Jak-25MR
trebao je biti mornarički izvidnički avion. Kao osnova uzet je Jak-25R, s time da je ugrađen, ili bolje rečeno trebao je biti ugrađen radar SPRS-1. Kako razvoj radara nikad nije dovršen, Jak-25MR je ostao samo još jedan neostvaren projekt.
Jak-25R
Ova je inačica Jaka više bila namijenjena kopnenoj vojsci nego ratnom zrakoplovstvu. Naime, glavna joj je odlika trebala biti veliki stakleni nos u koji bi smjestili fotoaparate i kamere, ali i navigatora. Osim toga avion bi dobio jedan top kalibra 23 mm, vjerojatno za samoobranu. Razvoj je zaustavljen nakon što je napravljeno 10 prototipova.
Jak-120M
Jak-120 je trebao dobiti nove motore AM-9A (poboljšane AM-5). Poboljšanja su obuhvatila novi kompresor, poboljšane komore za izgaranje i sustav za naknadno izgaranje. Trebao je dobiti i poboljšani radar Sokol-M, te nevođene rakete ARS-57. Kako bi se smanjila masa, umjesto topova od 37 mm dobio je topove od 23 mm. Razvoj radara Sokol-M je zaustavljen, a letna su testiranja pokazala da se sustav za naknadno izgaranje ne smije rabiti na visinama manjim od 5000 m. Kako je već bio spreman nadzvučni lovac Jak-27, letna su testiranja Jaka 120M zaustavljena u siječnju 1955.
Jak-120MF
Jak-120M kojem su skinuli svu nepotrebnu opremu te je rabljen isključivo za letna testiranja motora RD-9F.
Jak-122
Taktički izvidnički avion koji je nastao na osnovama inačice Jaka 25 i Jak-2AM-11. Trebali su ga pokretati motori RD-9F. Razvoj je zaustavljen u koristi razvoja izvidničkog aviona Jak-27R.
Jak-123
Prototip taktičkog nuklearnog bombardera Jak-26.
Jak-SM-6
Za potrebe testiranja vođenih projektila K-6 modificirana su dva serijska Jaka 25. Nakon što je razvoj ovih projektila otkazan, avioni su rabljeni za druga testiranja.

## Tehničke karakteristike (Jak-25M)
Izvori podataka: 
Osnovne karakteristike
- posada: 2
- dužina: 15,67 m
- raspon krila: 10,94 m
- površina krila: 28,94 m2
- visina: 4,4 m

Letne karakteristike
- najveća brzina: 1,090 km/h
- dolet: 2.100 km
  - borbeni dolet: 2700 km s vanjskim spremikom
- brzina penjanja: 30 m/s
- najveća visina leta: 15,200 m
- specifično opterećenje krila: 327 kg/m2
- motor: 2 × Mikulin AM-5 (RD-5A) mlazna propelera, 23 kN svaki

Naoružanje
- naoružanje: 2 × 37 mm Nudelman NL-37 top (50 metaka po topu)